# Чіонг Мі Лан
Чіонг Мі Лан (кит.: 張美蘭; нар. 13 жовтня 1956) — в'єтнамська підприємиця китайського походження. Засновниця девелоперської групи Van Thinh Phat Group.  Засуджена до страти за шахрайство.
У жовтні 2022 року заарештована за підроблені заявки на кредит з метою розкрадання понад 12,5 млрд доларів у акціонерного Сайгонського комерційного банку, який вона контролювала через більш ніж 2 десятки посередників.
У березні 2024 року розпочався суд у справі про розкрадання, хабарництво та порушення банківських правил. Справа вважається найбільшим корупційним скандалом в історії Південно-Східної Азії. 11 квітня Чонг була засуджена до страти.